# The Writer (bài hát)
"The Writer" là một bài hát của nữ ca sĩ, nhạc sĩ Anh Ellie Goulding từ album đầu tay của cô, Lights (2010). Bài hát được phát hành dưới dạng đĩa đơn thứ tư của cuối cùng từ album (không tính 2 đĩa đơn tư falbum tái bản Bright Lights) vào ngày 8 tháng 8 năm 2010.

## Xếp hạng
| Bảng xếp hạng (2010)     | Vị trí cao nhất |
| ------------------------ | --------------- |
| European Hot 100 Singles | 60              |
| Scotland (OCC)           | 17              |
| Anh Quốc (OCC)           | 19              |